# Stigmoderini
Tribu
Les Stigmoderini sont une tribu d'insectes de l'ordre des coléoptères, de la famille de Buprestidae, de la sous-famille des Buprestinae.

## Dénomination
Cette tribu a été décrite par l’entomologiste français Théodore Lacordaire en 1857, sous le nom de Stigmoderini.

### Nom vernaculaire
- Stigmodérides Lacordaire, 1857

## Liste des genres
Selon BioLib (20 juillet 2021) :
- Aglaostola Saunders, 1871
- Agrilozodes Théry, 1927
- Calodema Gory & Laporte 1838
- Calotemognatha Peterson, 1991
- Castiarina Gory & Laporte, 1838
- Conognatha Eschscholtz, 1829
- Ditriaena Waterhouse, 1911
- Hilarotes Saunders, 1871
- Hiperantha Gistel, 1834
- Lasionota Mannerheim, 1837
- Metaxymorpha Parry, 1848
- Panapulla Nelson, 2000
- Semiognatha Moore & Lander, 2004
- Spectralia Casey, 1909
- Stigmodera Eschscholtz, 1829
- Temognatha Solier, 1833